# Steve Fossett
Pour les articles homonymes, voir Fossett (homonymie).
James Stephen Fossett, dit Steve Fossett, est un homme d'affaires, marin, aviateur et aventurier américain, né le 22 avril 1944 à Jackson (Tennessee) et mort le 3 septembre 2007 d'un accident d'avion alors qu'il survolait le désert du Nevada.

## Biographie
James Stephen Fossett à Jackson dans le Tennessee puis grandit à Garden Grove en Californie. En 1966, il est diplômé de l'université Stanford, et en 1968, il reçoit son MBA de la Olin School of Business de l'université Washington de Saint-Louis à Saint-Louis du Missouri, où il est membre du conseil de surveillance. Fossett devient ensuite négociant de matières premières sur le marché de Chicago, créant sa propre société, Marathon Securities, qui connaît une grande réussite.
Fossett fait fortune dans les services financiers et accède à la célébrité grâce à ses cinq tours du monde sans escale : en solitaire en ballon, en bateau en équipage et en solitaire en avion. Fossett établit 115 records dans cinq disciplines, dont 59 sont encore valides[Quand ?].
Le 3 septembre 2007, il disparaît lors d'un vol en avion qu'il pilote au-dessus du désert du Nevada. Il est déclaré officiellement mort le 15 février 2008 par le tribunal des successions de Chicago sans que son corps n'ait encore été retrouvé. L'épave de son avion est découverte le 1er octobre suivant dans l'Est de la Californie. Un mois plus tard, le 3 novembre, des tests ADN effectués sur des os retrouvés près du site de l'accident confirment sa mort, qui a très certainement eu lieu au moment de l'impact de l'avion au sol.

## Liste des exploits
En 1985, il réalise une traversée de la Manche à la nage en 22 heures.
En 1994, il termine cinquième de la Route du rhum.
Le 21 février 1995, il traverse l’océan Pacifique en montgolfière.
Le 10 octobre 2001, il établit un record de la traversée de l'Atlantique en 4 jours et 17 heures, 28 minutes et 6 secondes à bord du maxi-catamaran Play-Station. Il remportera ensuite la même année le record du tour de l'île de Wight puis en 2002, le record du tour des îles Britanniques avec le même bateau.
Le 2 juillet 2002, il conclut en Australie la première circumnavigation de la Terre en montgolfière en solitaire sans escale après un périple de quatorze jours. Ses météorologues Luc Trullemans et David Dehenauw le guidaient.
Le 27 octobre 2004, il établit le record de vitesse en dirigeable à 111,8 km/h.
En 2004, en tant que skipper à bord du bateau Cheyenne, il établit le record du monde de la circumnavigation à la voile et en équipe la plus rapide.
Le 3 mars 2005, il réussit le premier tour du monde en avion en solitaire, sans escale ni ravitaillement, à bord de l'appareil expérimental Virgin Atlantic GlobalFlyer en 67 heures 2 minutes et 38 secondes. Il a effectué sa circumnavigation d’ouest en est pour bénéficier des vents dominants.

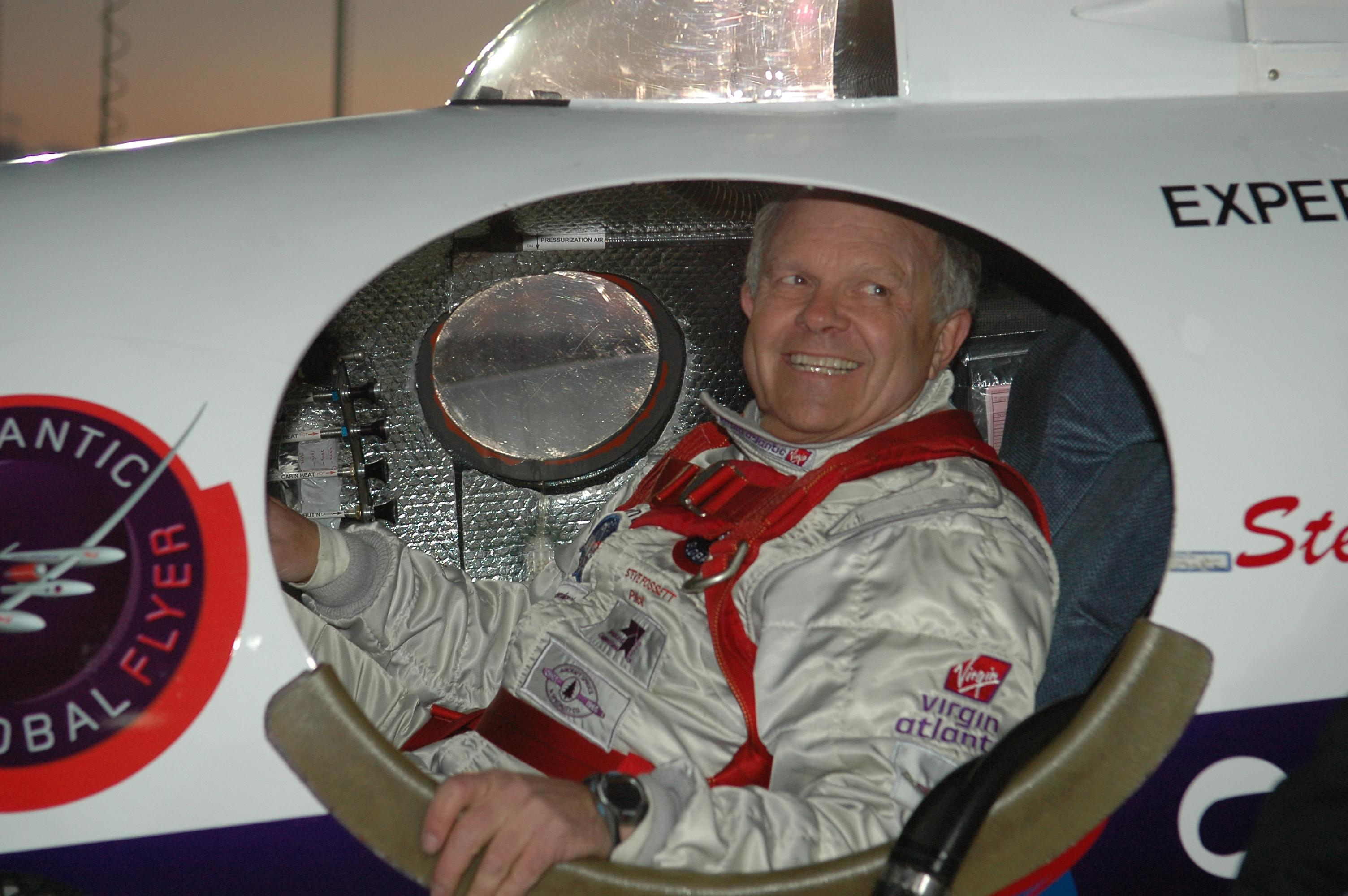
Steve Fossett à bord de GlobalFlyer en 2007.

Le 11 février 2006, un nouveau tour du monde lui permet d'établir le record du plus long vol sans escale en avion, avec 42 450 km parcourus. Parti de Floride à bord de son avion GlobalFlyer, il a atterri sur l'aéroport de Bournemouth après un voyage d'ouest en est et deux traversées de l'Atlantique.
Le 29 août 2006, il bat le record absolu d'altitude en planeur avec Einar Enevoldson (en) (à bord d'un DG 505/22). Il s'agit du premier vol stratosphérique de l'histoire en planeur. L'exploit eut lieu dans la Cordillère des Andes, pour un vol d'une durée de 4 h 30. Ils atteignirent une altitude de 15 447 mètres, et une température de −57 °C.
Il a également à son actif l'ascension des plus hauts sommets du globe, à l'exception toutefois du toit du monde : le mont Everest (deux tentatives infructueuses), ainsi qu'une longue course de traîneaux à chiens dans le Grand Nord. Il a aussi participé deux fois aux 24 Heures du Mans en 1993 et 1996 et une fois au Paris-Dakar en 1994.
Au total, Steve Fossett détient 116 records mondiaux, dont de nombreux records de distance parcourue et d'altitude en planeur.

## Disparition
L'aventurier Steve Fossett est porté disparu le lundi 3 septembre 2007, annonce faite par les responsables de l'aviation civile américaine. Le pilote, âgé de 63 ans, a été vu pour la dernière fois décollant de la piste privée d'un ranch du Nevada aux commandes de son monomoteur Citabria Super Decathlon. Dans un premier temps, il est annoncé qu'il effectuait un vol de reconnaissance en vue d'identifier des zones d'entraînement pour battre le record de vitesse à bord d'un véhicule terrestre,. Finalement, il semblerait qu'il volait cette fois-là seulement pour son plaisir.
Steve Fossett, parti pour trois heures, n'a pas déposé de plan de vol et la balise de détresse de l'avion n'a pas été déclenchée. La zone de recherche s'étend ainsi sur une grande surface, 25 900 km2 (l'équivalent de la superficie de la Sicile), ce qui s'apparente à « rechercher une aiguille dans une botte de foin ». Les moyens de recherche sont très fortement réduits à partir du 18 septembre 2007. Le 2 octobre 2007, le Civil Air Patrol cesse officiellement les recherches. Le 27 novembre 2007, après presque trois mois de recherches vaines, sa femme Peggy demande à la justice de reconnaître la mort de son mari.
Le 15 février 2008, accédant à la demande de sa femme, un juge de Chicago déclare Steve Fossett légalement mort à l'issue du délai de cinq mois suivant la déclaration de sa disparition. La succession peut, de ce fait, avoir lieu.
Selon le journal canadien National Post du 29 juillet 2008, la compagnie d'assurance LLoyds déclare que Steve Fossett a sûrement organisé sa disparition pour permettre à sa famille de percevoir son assurance-vie de quelques millions de dollars. « Rien ne nous prouve que Steve Fossett est mort », aurait déclaré un enquêteur de la compagnie d'assurance qui enquête sur cette disparition.[source insuffisante]
Le 29 septembre 2008, un randonneur du nom de Preston Morrow trouve près de Mammoth Lakes, une région très escarpée et isolée dans l'Est de la Californie, trois documents ayant appartenu à Steve Fossett : un brevet de pilote, une carte de la Federal Aviation Administration et une carte d'identité, ainsi que des billets de banque d'une valeur totale de 1 005 dollars. Toutefois, aucune épave ne semble se trouver à proximité immédiate.
Le 2 octobre 2008, la police du comté annonce avoir retrouvé l'épave de l'avion sur le flanc d'une montagne à plus de 3 000 mètres d'altitude, à environ 400 m du lieu où les documents avaient été découverts[source insuffisante], et également un petit ossement.
Le 31 octobre, le Los Angeles Times révèle que des ossements humains ont été retrouvés à environ 800 m de l'épave de l'avion, ainsi que des cartes de crédit et le permis de conduire appartenant à l'aventurier ; ces restes ont été formellement identifiés le 3 novembre 2008, ce qui confirme donc sa mort.
Le laboratoire médico-légal confirme, par la preuve ADN, que les ossements retrouvés près de l'épave sont ceux de Steve Fossett.
On sait donc maintenant que son vol s'était dirigé vers le sud sur une centaine de miles (environ 150 km), distance à vol d'oiseau entre Yerington et Mammoth Lakes. Selon le rapport du NTSB publié à l'été 2009, l'avion a sans doute été pris dans des turbulences soudaines avec de violentes poussées vers le bas qui auraient causé l'écrasement de l'appareil.